# Conan O'Brien
Conan Christopher O'Brien, ameriški televizijski voditelj, komik, igralec, pisec, podkaster in producent, * 18. april 1963, Brookline, Massachusetts, Združene države Amerike.
Najbolj je znan po skoraj 28 letih vodenja poznovečernih pogovornih oddaj, med katerimi so Late Night with Conan O'Brien (1993–2009), The Tonight Show with Conan O'Brien (2009–2010) na televizijski mreži NBC ter Conan (2010–2021) na kabelskem programu TBS. Pred začetkom voditeljske kariere je med drugim delal kot pisec za Saturday Night Live (1988–1991) in Simpsonove (1991–1993).
O'Brien se je rodil v Brooklinu v Massachusettsu in odraščal v irski katoliški družini. Med študijem na univerzi Harvard je bil predsednik publikacije The Harvard Lampoon in pisec skeč komedije Not Necessarily the News. Po pisanju za več komičnih oddaj v Los Angelesu se je pridružil scenaristom oddaje Saturday Night Live. O'Brien je bil dve sezoni pisec in producent oddaje Simpsonovi, dokler ga ni NBC leta 1993 pooblastila, da prevzame mesto Davida Lettermana kot voditelja oddaje Late Night. O'Brien, ki je bil tedaj še popolnoma nov obraz televizije je kot novi voditelj Late Nighta na začetku prejemal veliko neugodnih kritik, tako da se je njegova voditeljska pogodba oddaje običajno podaljševala le za nekaj tednov naenkrat. Oddaja se je sčasoma izboljšala in je do njegovega odhoda leta 2009 postala zelo priljubljena. Nato se je O'Brien preselil iz New Yorka v Los Angeles, kjer je sedem mesecev vodil svojo lastno inkarnacijo oddaje The Tonight Show, dokler ni leta 2010 politika televizijske mreže priperjala do zamenjave voditelja oddaje. Po tem odhodu je O'Brien gostil turnejo komedije v živo v 32 mestih, o kateri je bil posnet dokumentarni film Conan O'Brien Can't Stop. Od leta 2010 do 2021 je nato vodi oddajo Conan. Vodil je tudi dogodke, kot sta podelitev nagrad Emmy in oddaja Christmas in Washington.
O'Brien je znan po svojem spontanem načinu vodenja, ki ga je The New York Times označil kot »neroden, samoponiževalen humor«, njegove večerne oddaje pa združujejo »nespodobno in norčavo z bolj elegantnimi pripovednimi kratkimi filmi«. Ko se je 20. maja 2015 upokojil David Letterman, je O'Brien postal najdlje aktivni voditelj poznovečernih pogovornih oddaj v ZDA. Ta niz se je končal junija 2021, ko se je O'Brien umaknil s televizije, njegovo celotno obdobje vodenja poznovečernih oddaj pa je trajalo skoraj 28 let. Conan je bil leta 2010 imenovan za enega od 100 najvplivnejših ljudi revije Time.
O'Brien naj bi leta 2022 začel novo oddajo na HBO Max.

## Zgodnje življenje
O'Brien se je rodil 18. aprila 1963 v Brooklinu v Massachusettsu v ZDA. Njegov oče Thomas Francis O'Brien (rojen 1929) je zdravnik in profesor medicine na Medicinski fakulteti Harvard, kjer se ukvarja z epidemiologijo. Njegova mati Ruth O'Brien (rojena Reardon leta 1931) je upokojena odvetnica in nekdanja partnerica bostonskega podjetja Ropes & Gray. O'Brien ima tri brate in dve sestri. Obiskoval je srednjo šolo Brookline, kjer je bil odgovorni urednik šolskega časopisa The Sagamore. Bil je pripravnik kongresnika Barneyja Franka, v zadnjem letniku pa je s kratko zgodbo »To Bury the Living« zmagal na pisateljskem tekmovanju Nacionalnega sveta učiteljev angleščine.
Po zaključku šolanja leta 1981, ki ga je zaključil kot govorec poslovilnega govora, se je O'Brien vpisal na univerzo Harvard. V prvem letniku je živel v Holworthy Hallu z bodočim poslovnežem Luisom Ubiñasom in še dvema sostanovalcema, v treh letih višjega razreda pa v Mather Housu. Leta 1985 je z magna cum laude diplomiral iz zgodovine in literature. O'Brienova diplomska naloga z naslovom Literary Progeria in the Works of William Faulkner and Flannery O'Connor (slovensko Literarna progerija v delih Williama Faulknerja in Flannery O'Connor) je obravnavala uporabo otrok kot simbolov v delih Williama Faulknerja in Flannery O'Connor. Med študijem je O'Brien kratek čas igral bobne v skupini Bad Clams, pisal za humoristično revijo Harvard Lampoon in razvil priredbo videoigre One on One: Dr. J vs. Larry Bird, v kateri Boston Celtics igrajo proti klasični baletni skupini. V drugem in tretjem letniku je bil predsednik Lampoona. V tem času je bil O'Brienov bodoči šef pri NBC Jeff Zucker predsednik šolskega časopisa The Harvard Crimson.

## Kariera

### Saturday Night Live(1988–1991)
Po diplomi na Harvardu se je O'Brien preselil v Los Angeles, kjer se je pridružil piscem HBO-jeve skeč-komične serije Not Necessarily the News. Bil je tudi pisec kratkotrajne oddaje The Wilton North Report. V tej oddaji je sodeloval dve leti in redno nastopal z improvizacijskimi skupinami, med drugim z The Groundlings. Januarja 1988 je izvršni producent oddaje Saturday Night Live (SNL) Lorne Michaels zaposlil O'Briena kot pisca. V treh letih dela na SNL je napisal ponavljajoče se skeče, kot sta »Mr. Short-Term memory« (slovensko Gospod Kratkotrajni spomin) in »The Girl Watchers« (slovensko Opazovalca deklet); slednjega sta prvič odigrala Tom Hanks in Jon Lovitz.
Med stavko piscev oddaje Saturday Night Live po sezoni 1987–88 je O'Brien v Čikagu s sodelavcema Bobom Odenkirkom in Robertom Smigelom pripravil improvizacijsko komično revijo Happy Happy Good Show. Med bivanjem v Čikagu je O'Brien za kratek čas živel v stanovanju z Jeffom Garlinom v bližini igrišča Wrigley Field. Leta 1989 je s sodelavci prejel nagrado emmy za izjemno scenaristično delo za razvedrilno serijo.
O'Brien se je kot številni scenaristi SNL občasno pojavljal kot statist v skečih; njegov najbolj opazen nastop je bila vloga vratarja v skeču, v katerem je bil Tom Hanks leta 1990 sprejet v SNL-ov »Five-Timers Club« (slovensko Klub petkratnih voditeljev), saj je vodil svojo peto epizodo. O'Brien in Robert Smigel sta napisala televizijski pilot za Lookwell z Adamom Westom v glavni vlogi, ki so ga na NBC predvajali leta 1991. Kljub podpori predsednika NBC Brandona Tartikoffa se pilot nikoli ni razširil v serijo. Kljub negativnim kritikam je postal kultna uspešnica. Kasneje je bil predvajan na festivalu televizijskih pilotov, ki niso prišli v eter The Other Network, ki ga je produciral Un-Cabaret; vseboval je daljši intervju z O'Brienom in je bil leta 2002 ponovno predvajan na televizijski mreži Trio.
Leta 1991 je O'Brien izstopil iz oddaje Saturday Night Live, kar je utemeljil z izgorelostjo in zaroko. »Lornu Michaelu sem rekel, da se ne morem vrniti v službo in da moram delati nekaj drugega,« se je spominjal O'Brien. »Nisem imel nobenega načrta. Bil sem dobesedno v veliki prehodni fazi svojega življenja, ko sem se odločil, da se bom preprosto sprehajal po New Yorku, pa se mi bo porodila ideja.«(str.160-161) Po odhodu iz oddaje se je O'Brien leta 2001 v 26. sezoni vrnil za vodenje ene epizode oddaje. V Saturday Night Livu se je ponovno prikazal 26. februarja 2022 kot gost v skeču Five-Timers Cluba.

### Simpsonovi(1991–1993)
Ko sem začel, sem bil zelo živčen. Pokazali so mi pisarno in mi rekli, naj začnem zapisovati ideje. V pisarni so me pustili samega. Po petih minutah sem odšel po skodelico kave. Zaslišal sem pok. Ko sem se vrnil v pisarno, je bila na oknu luknja, na tleh pa mrtva ptica. Dobesedno v prvih desetih minutah mojega dela pri Simpsonovih je ptica priletela skozi steklo mojega okna, udarila v oddaljeno steno, si zlomila vrat in mrtva padla na tla. prišel je George Meyer, jo pogledal in rekel: »Stari, to je nekakšno čudno znamenje.«

— O'Brien o svojih prvih trenutnih pri Simpsonovih(str.160-161)
Mike Reiss in Al Jean, takratna showrunnerja animiranega sitcoma Simpsonovi, sta poklicala O'Briena in mu ponudila službo. Serija je bila v tistem času prestižna v pisateljski skupnosti; O'Brien se spominja: »vsi so si želeli sodelovati v tej oddaji, vendar nikoli niso zaposlovali.«(str.160-161) O'Brien je bil eden prvih, ki so ga zaposlili po prvotni ekipi oddaje. S pomočjo stare prijateljice iz Groundlingsov, igralke Lise Kudrow, je O'Brien kupil stanovanje v Beverly Hillsu.(str.163) S Kudrowovo sta se tudi zapletla, Kudrowova pa je menila, da bi moral namesto pisanja začeti nastopati. O'Brien se s tem ni strinjal, saj je menil, da mu Kudrowova laska in zatrdil, da je kot pisatelj srečen. O'Brien je v svojem govoru ob dnevu razreda na Harvardu leta 2000 Simpsonovim pripisal, da so ga rešili, s čimer je želel opozoriti na padec kariere, ki ga je doživljal, preden so ga zaposlili v oddaji.
Med letoma 1991 in 1993 je bil O'Brien pisec in producent Simpsonovih. Ko je O'Brien prvič prišel na Foxovo zemljišče, so mu začasno odstopili pisarno scenarista Jeffa Martina. O'Brien je bil nervozen in nesamozavesten, saj je čutil, da se bo osramotil pred po njegovem mnenju zastrašujočo skupino piscev.(str.160-161) O'Brien je likom podajal njihove glasove, saj je mislil, da je to običajno, dokler ga Reiss ni obvestil, da tega nihče ne počne.(str.162) Hitro se je vključil in pogosto obvladoval prostor; pisec Josh Weinstein je to poimenoval »deseturni Conanov šov, nonstop«.(str.160-161) Po besedah Johna Ortveda je eden od njegovih kolegov piscev dejal, da je bil Conan že vnaprej pripravljen prevzeti vlogo showrunnerja.(str.160-161)
O'Brien je napisal nekaj najbolj priznanih epizod serije: »Marge vs. the Monorail« in »Homer Goes to College«.(str.160-161) Oddaja je bila sprva zelo realističen družinski sitcom, po O'Brienovem debiju pa se je hitro spremenila v nadrealistično.(str.164) O'Brien ima tudi avtorske zasluge v epizodah »New Kid on the Block« in »Treehouse of Horror IV«, za kateri je napisal zaključke epizod. Wallace Wolodarsky je opisal »sobni lik«, ki ga je Conan igral za pisce: »Conan je igral lik, ki se je imenoval Živčni Pisatelj, in sicer je odprl pločevinko dietne kokakole in nato živčno povedal šalo. Medtem je po sebi je razpršil dietno kokakolo, kar nas je vedno neskončno zabavalo«.(str.162) Med sodelovanjem pri Simpsonovih je O'Brien skupaj s Smigelom delal tudi na stranskem projektu scenarija za glasbeni film po skeču »Hans and Franz« iz oddaje Saturday Night Live, vendar film ni bil nikoli realiziran.
Medtem se je David Letterman pripravljal na odhod iz pogovorne oddaje Late Night, zato je izvršni producent Lorne Michaels začel iskati novega voditelja. Michaels se je obrnil na O'Briena, da bi oddajo produciral; takratni O'Brienov agent Gavin Polone pa je poudaril, da želi O'Brien nastopati in ne producirati.(str.164) Z Michaelsom se je dogovoril, da bo O'Brien opravil poskusno avdicijo na odru oddaje The Tonight Show. Gosta sta bila Jason Alexander in Mimi Rogers, občinstvo pa so sestavljali pisci Simpsonovih.(str.165) Wolodarksky se je spominjal izkušnje: »videti, kako tvoj prijatelj, fant, s katerim si delal, stopi izza zavese in začne z monologom, je bilo nekaj, o čemer si lahko samo sanjal in česar si nikoli nisi mogel predstavljati, da bi se lahko dejansko zgodilo.«(str.165) Nastop so prek satelita prenašali v New York, kjer so ga gledali Lorne Michaels in vodstvo NBC. Medijski komentatorji avdicije niso dobro sprejeli, saj so navajali njegov »neroden« humor.
O'Brien je bil 26. aprila 1993 izbran za novega voditelja Late Nighta. Med predprodukcijo je pisec Robert Smigel predlagal kolegu Andyju Richterju, da naj v oddaji sedi poleg O'Briena in deluje kot pomagač. Ko so se scenaristi odpravljali na snemanje glasu za »Homer Goes to College«, je O'Brien prejel telefonski klic Poloneja, ki ga je obvestil o odločitvi. »Bil je obrnjen z obrazom navzdol v to grozno košato preprogo. Na preprogi je bil povsem tih in omotičen,« se spominja nadzornik postprodukcije Michael Mendel. »Spomnim se, da sem ga pogledal in rekel: »Vau. Tvoje življenje se bo spremenilo na zelo dramatičen način.««(str.166-167) Vendar Fox O'Briena ni hotel izpustiti iz pogodbe. Na koncu sta si NBC in O'Brien razdelila stroške za odvezo pogodbe.(str.166-167) Po O'Brienovem odhodu so scenaristi Simpsonovih dan po polnočni oddaji pri kosilu gledali posnete epizode oddaje Late Night in jih analizirali.(str.166-167)

### Late Night(1993–2009)
Oddaja Late Night with Conan O'Brien iz studia 6A na 30 Rockefeller Plaza v New Yorku je bila premierno predvajana 13. septembra 1993 in je naletela na neugodne ocene sodobnih kritikov. Ta sprejem ni bil povsem nepričakovan; O'Brien je v časopisu The New York Times napisal samoponiževalni članek z naslovom »O'Brien Flops!« (slovensko O'Brien je pogorel!) na dan premiere oddaje. Kritiki so napadli O'Briena: Tom Shales iz časopisa The Washington Post je predlagal, naj »voditelj ponovno prevzame svojo prejšnjo identiteto, Conan O'Blivion (oblivion v angleščini pomeni pozaba)«. Na splošno so kritiki menili, da je O'Brien pred kamero živčen in nervozen ter da je »preveč pameten, preveč na vzhodni obali, preveč prefinjen, premlad in celo previsok, da bi bil uspešen.« Oddaja je bila nenehno v nevarnosti odpovedi; na eni od najnižjih točk leta 1994 je NBC zagrozila, da bo z njim sklepala pogodbo iz tedna v teden. Vodstvo ga je želelo zamenjati z Gregom Kinnearjem, ki je O'Brienu ob 1.30 zjutraj sledil z oddajo Later. Pripravniki so zapolnili prazne sedeže v občinstvu, medtem ko so povezane družbe začele povpraševati po nadomestnih voditeljih. V enem od delov po kratkem obdobju ponovitev je pomočnik Andy Richter svoje počitniške dejavnosti opisal takole: »sedel sem in se spomnil, kako je biti brezposeln.« Ta šala je namigovala na govorice, ki so se pojavljale v medijih, da naj bi NBC skoraj ukinila program.
Late Night z O'Brienom je počasi, a vztrajno dosegal komercialni in kritiški uspeh. Šaljiv govor med O'Brienom in Richterjem se je izboljšal, skeči pa so postali vse bolj priljubljeni (»If They Mated«, »Desk Drive«, »In the Year 2000«). Zanesljiva stalnica je bil televizijski zaslon, spuščen za O'Brienovo mizo, na katerem je bila prikazana fotografija novinarja. Ustnice in glas teh likov – pogosto gre za zabave-željno kmetavzarsko interpretacijo Billa Clintona – je prispeval pisateljski partner Robert Smigel. Prelomnica je bil pojav Davida Lettermana februarja 1994. »To je bil moralni dvig,« je dejal O'Brien. »Razmišljam, da če pride tisti, ki je ustvaril oddajo ob 12:30, in reče, da smo pametni in smešni, je to to.« Oddaja je januarja 1995 doživela zatišje, ko je Robert Smigel, ki se je počutil izgorelega, odstopil kot glavni pisec. Kakovost oddaje se je sčasoma počasi izboljševala, za kar je po mnenju mnogih najbolj zaslužen O'Brienov vse boljši komični nastop. V enem letu se je začela oblikovati komedijska formula: oddaja je združevala nespodobno in norčavo z bolj elegantnimi pripovednimi kratkimi filmi. Redni liki so bili običajno »Masturbating Bear« (slovensko »masturbirajoči medved«) in slavni kratki filmček v katerem Conan obišče zgodovinsko bejzbolsko ligo iz obdobja državljanske vojne. To delo je bilo eno izmed O'Brienovih najljubših, pozneje pa je dejal: »ko bom zapustil to zemljo, na pogrebu pokažite samo to, ker to v veliki meri pove, kdo sem.«

O'Brienovo občinstvo, ki je bilo večinoma mlado in moško (zaželena demografska skupina), je vztrajno raslo, oddaja pa je začela premagovati konkurente po gledanosti, kar se je nadaljevalo 15 sezon. V zgodnjih dneh interneta so oboževalci ustvarjali neuradne spletne strani, na katerih so pisali natančne povzetke vsake epizode. Celo Tom Shales se je spreobrnil: oddajo je označil za »eno najbolj neverjetnih preobrazb v zgodovini televizije.« Od leta 1996 sta bila O'Brien in ekipa piscev oddaje Late Night vsako leto nominirana za nagrado emmy za najboljši scenarij za komedijo ali varietjsko serijo, ki sta jo prvič in edinkrat prejela leta 2007. V letih 1997, 2000, 2002, 2003 in 2004 je skupaj s sodelavci oddaje Late Night prejel nagrado Writers Guild Award za najboljši scenarij v komediji/verietejski seriji. Leta 2001 je ustanovil lastno televizijsko produkcijsko hišo Conaco, ki je nato sodelovala pri produkciji oddaje Late Night.
Od oktobra 2005 je Late Night with Conan O'Brien enajst let dosledno privabljal občinstvo v povprečju približno 2,5 milijona gledalcev. Apoteoza kratkih filmčkov Late Nighta je bila leta 2006 povezana z ugotovitvijo, da je O'Brien presenetljivo podoben Tarji Halonen, ki je tedaj začela svoj drugi mandat kot predsednica Finske. O'Brien je izkoristil podobnost in finske predsedniške volitve leta 2006, tako da so v oddaji Late Night začeli predvajati posmehljive politične oglase v podporo Halonenovi in proti njenemu glavnemu nasprotniku, kar je vplivalo na splošni izid dvoboja za predsedniški stolček, in kmalu po volitvah odpotoval na Finsko. »S šovom smo se za pet dni odpravili v Helsinke,« se spominja O'Brien, »kjer so nas sprejeli kot nacionalni zaklad.« V okviru petdnevnega potovanja, ki je bilo objavljeno kot enourna posebna epizoda oddaje Late Night, se je O'Brien s Halonenovo srečal v finski predsedniški palači.
Med stavko piscev leta 2008 je O'Brien uprizoril posmehljiv spor z Jonom Stewartom s Comedy Centrala (oddaja The Daily Show) in Stephenom Colbertom (oddaja The Colbert Report) o tem, kdo od njih treh je odgovoren za to, da je kampanja Mika Huckabeeja dobila »zagon« za republikanskega predsedniškega kandidata. Ta spor je med stavko Ceha ameriških scenaristov v letih 2007–2008 zajel vse tri oddaje.
20. februarja 2009 je NBC predvajal zadnjo epizodo oddaje Late Night with Conan O'Brien. Oddaja je bila sestavljena iz posnetkov prejšnjih oddaj Late Night, v njej pa se je kot presenečenje pojavil tudi nekdanji pomočnik Andy Richter. Nastopili so tudi Will Ferrell, John Mayer in skupina White Stripes. O'Brien je epizodo končal tako, da je s sekiro uničil scenografijo, razdelil dele scenografije občinstvu in se zahvalil ljudem, ki so mu pomagali. Med njimi so bili Lorne Michaels, David Letterman, Jay Leno ter O'Brienova žena in otroci.
Leta 2019 so se posnetki iz O'Brienove oddaje Late Night začeli pojavljati na njegovi spletni strani TBS in na YouTube kanalu Team Coco.

### The Tonight Show(2009–2010)
V okviru nove pogodbe, ki jo je leta 2004 sklenil z NBC, se je mreža odločila, da bo O'Brien leta 2009 prevzel oddajo The Tonight Show od Jaya Lena. Leno se je nato z oddajo preselil v čas največje gledanosti in jo poimenoval The Jay Leno Show. Vodenje oddaje The Tonight Show so bile O'Brienove življenjske sanje in obljuba, da bo nasledil Lena, ga je obdržala pri NBC-ju, čeprav bi si verjetno lahko zagotovil donosnejšo pogodbo pri kakšni drugi televizijski mreži. O'Brien je bil gost v zadnji epizodi oddaje The Tonight Show Jaya Lena. 1. junija 2009 je Will Ferrell postal Conanov prvi gost na kavču oddaje Tonight Show, skupina Pearl Jam pa njegov prvi glasbeni gost.
Conan je dobil vzdevek "Coco" potem ko je bil uporabljen v prvem skeču »Twitter Tracker« v drugi epizodi svojega nastopa v oddaji Tonight Show. V naslednjem intervjuju je vzdevek uporabil tudi gost Tom Hanks in celo spodbudil občinstvo, da ga je skandiralo. Conan je Hanksu v šali dejal: »če se bo to prijelo, te bom tožil.« Med snemanjem petkove epizode oddaje The Tonight Show 25. septembra 2009 je O'Brien utrpel lažji pretres možganov, ko mu je med tekom v skeču z gostjo Teri Hatcher zdrsnilo in se je udaril v glavo. V bolnišnici so ga pregledali in še isti dan odpustili. Ponovitev je bila predvajana tisti večer, vendar se je O'Brien že naslednji ponedeljek vrnil v službo in se norčeval iz incidenta.

Januarja 2010 je bila O'Brienova gledanost oddaje The Tonight Show precej nižja kot takrat, ko je oddajo vodil Jay Leno. 7. januarja 2010 se je izvršni direktor NBC Jeff Zucker sestal z Jayem Lenom in Conanom O'Brienom, da bi se pogovorili o tem, kako bi Lena premaknili iz osrednjega časa gledanosti, kjer je bila njegova gledanost nizka, nazaj v pozni večer. Predlagali so, da O'Brien ostane voditelj oddaje The Tonight Show, ki bi se začela ob 12:05, Leno pa bi vodil 30-minutno oddajo ob 23:35. Tri dni pozneje je Jeff Gaspin, predsednik družbe NBC Universal Television Entertainment, potrdil, da bo oddaja The Jay Leno Show prestavljena na 23:35 po NBC-jevem prenosu zimskih olimpijskih iger 2010.

Vsak komik, vsak komik sanja o tem, da bi vodil »The Tonight Show«, in sedem mesecev mi je to uspelo. To sem storil po svoje, z ljudmi, ki jih imam rad, in ne obžalujem niti ene sekunde.... Vse, kar prosim, je nekaj, in to prosim predvsem mlade, ki gledajo: prosim, ne bodite cinični. Sovražim cinizem; to je moja najmanj priljubljena lastnost. Ne vodi nikamor. Nihče v življenju ne dobi točno tistega, kar je mislil, da bo dobil. Toda če se zelo trudite in ste prijazni, se vam bodo zgodile neverjetne stvari.

—Conan O'Brien, ob odhodu iz oddaje »The Tonight Show«, 22. januar 2010
Viri, ki so bili seznanjeni z razmerami, so za New York Post povedali, da je bil O'Brien nezadovoljen in razočaran nad NBC-jevim načrtom. O'Brien je 12. januarja objavil naslednjo izjavo: »iskreno sem prepričan, da bo zamik oddaje The Tonight Show na naslednji dan zaradi drugega komičnega programa resno škodil temu, kar je po mojem mnenju največja franšiza v zgodovini oddajanja. The Tonight Show ob 12:05 preprosto ni The Tonight Show.« 21. januarja 2010 je bilo objavljeno, da je Conan sklenil pogodbo z NBC, po kateri bo naslednji dan zapustil oddajo The Tonight Show. S pogodbo je prejel tudi 45 milijonov dolarjev, od katerih je bilo 12 milijonov dolarjev namenjenih njegovemu osebju, ki se je s Conanom preselilo iz New Yorka v Los Angeles, ko je zapustil oddajo Late Night.
Zadnji Tonight Show s Conanom je bil predvajan 22. januarja 2010, v njem pa so bili gostje Tom Hanks, Steve Carell (ki je opravil izhodni intervju in uničil Conanovo osebno izkaznico), Neil Young (ki je zapel pesem »Long May You Run«) in Will Ferrell. Med Ferrellovim nastopom je Conan z bendom igral kitaro, Ferrell pa je zapel pesem »Free Bird« in ponovil njegov kravji zvonec iz oddaje SNL. Na zadnjem nastopu glasbene skupine na šovu so se skupini pridružili tudi Ferrellova žena Viveca Paulin, Ben Harper, Beck in kitarist skupine ZZ Top Billy Gibbons.
Jay Leno se je po NBC-jevem prenosu zimskih olimpijskih iger 2010 vrnil v oddajo The Tonight Show. V skladu s pogodbo z NBC, ki je znašala 45 milijonov dolarjev, je lahko Conan že septembra 2010 začel delati za drugo televizijsko mrežo. Conanove naslednje mreže, o katerih se je govorilo, so bile od Foxa do Comedy Centrala. Za O'Briena naj bi se zanimale tudi druge mreže, med drugim TNT, HBO, FX, Showtime, Revision3 in celo USA Network, ki je v lasti NBC Universal.

### Televizijski premor in turneja komedije (2010)
8. februarja 2010 je bilo poročano, da skuša O'Brien prodati svoj penthouse v Central Park Westu v New Yorku po ceni 35 milijonov dolarjev. Stanovanje je kupil leta 2007 za 10 milijonov dolarjev. Dve leti prej je O'Brien za več kot 10,5 milijona dolarjev kupil hišo v predelu Brentwood v Los Angelesu. Nekateri poznavalci industrije so ugibali, da se je O'Brien odločil ostati na zahodni obali, da bi se lažje vrnil na televizijo pozno zvečer, in ker ni želel, da bi njegovi otroci doživeli še eno selitev.
O'Brien je bil leta 2010 uvrščen na seznam Time 100, ki ga je sestavil Time in na katerem je 100 najvplivnejših ljudi na svetu po izboru bralcev. Potem ko je bilo O'Brienu do maja prepovedano kakršno koli televizijsko nastopanje, je 2. maja 2010 v informativni reviji CBS 60 Minutes spregovoril o sporu v oddaji Tonight Show. V intervjuju s Stevom Kroftom je O'Brien dejal, da je situacija »kot zakon, ki nenadoma, nasilno in hitro razpade. Poskušal sem ugotoviti, kaj se je zgodilo.« Povedal je tudi, da je »absolutno« pričakoval, da mu bo NBC dala več priložnosti, in da se na mestu Jaya Lena ne bi vrnil v oddajo The Tonight Show. Vendar je Conan dejal, da se ni počutil nesrečno. »Zame je ključnega pomena, da vsakdo, ki to vidi, odnese iz tega to, da sem v redu. Dobro mi gre,« je dejal O'Brien. »Upam, da se ljudem še vedno zdim komično absurden in smešen. In ničesar ne obžalujem.«
11. marca 2010 je O'Brien prek svojega računa na Twitterju sporočil, da se bo 12. aprila 2010 odpravil na turnejo po 30 mestih z naslovom »The Legally Prohibited from Being Funny on Television Tour« (slovensko »Turneja zakonsko prepovedano biti smešen na televiziji«). O'Brienu se je na turneji pridružil sovoditelj Andy Richter in člani nekdanje skupine Tonight Show Band. Max Weinberg pa se ni mogel pridružiti, razen gostovanja v eni od Conanovih oddaj v New Yorku. 12. aprila 2010 je O'Brien začel svojo dvomesečno turnejo komedije v Eugenu v Oregonu, kjer je bilo 2.500 gledalcev in nobenih televizijskih kamer. Turneja je potekala na severozahodu Amerike in v Kanadi, nato pa se je preselila v večja mesta, med drugim v Los Angeles in New York, kjer je nastopil v dvorani Radio City Music Hall, poleg njegovih nekdanjih studiev Late Night. Turneja se je končala 14. junija v Atlanti. Leta 2011 je izšel dokumentarni film z naslovom Conan O'Brien Can't Stop, ki spremlja O'Briena na njegovi komični turneji. Film je bil premierno prikazan marca 2011 na medijskem festivalu South by Southwest in požel pozitivne kritike. Režiral ga je Rodman Flender, O'Brienov osebni prijatelj in sošolec z univerze Harvard.

### Conan(2010–2021)
Na dan začetka turneje v živo je O'Brien napovedal, da bo vodil novo oddajo na kabelski postaji TBS. Oddaja Conan je bila premierno predvajana 8. novembra 2010 in je bila na sporedu od ponedeljka do četrtka ob 23:00 po vzhodnoameriškem času in 22:00 po osrednjeameriškem času. O'Brienov dodatek je oddajo Lopez Tonight z Georgom Lopezom premaknil za eno uro nazaj. O'Brien sprva ni želel narediti Lopezu tega, kar se mu je zgodilo pri NBC, vendar je pristal, da se pridruži mreži, ko ga je Lopez poklical in prepričal, naj pride k TBS.
Februarja 2015, po začetku kubanske otoplitve, je O'Brien postal prva ameriška televizijska osebnost, ki je po več kot pol stoletja snemala na Kubi. Conan O'Brien je nato obiskal Armenijo. Aprila 2016 je O'Brien obiskal Južno Korejo kot odgovor na pismo oboževalcev, ki so ga pozivali k obisku, in na vse več oboževalcev na spletu. Njegov obisk je vključeval obisk korejskega demilitariziranega območja, zaradi česar sta O'Brien in Steven Yeun tehnično obiskala tudi Severno Korejo, saj sta prestopila mejno črto v demilitarizirani coni. Conan je med skečem komentiral pomen in dejal: »ideja, da bi se lahko ti in jaz nahajala v Severni Koreji, se pogovarjala in svobodno komunicirala, se mi zdi precej kul sporočilo.«
TBS je leta 2014 podaljšala oddajo do leta 2018, leta 2017 pa do leta 2022. Jeseni 2018 je odddaja Conan naredila premor, medtem ko je O'Brien začel novo nacionalno turnejo komedije. Oddaja se je vrnila 22. januarja 2019 v novem polurnem formatu brez živega benda. Novembra 2020 je TBS napovedala, da se bo Conan končala junija 2021. Zadnja oddaja je bila na sporedu 24. junija 2021 z občinstvom v nočnem klubu Largo v Los Angelesu. Najavljeno je bilo, da se bo O'Brien preselil v tedensko varietejsko oddajo brez naslova na drugi lastnini WarnerMedia z imenom HBO Max, kjer naj bi se bolj osredotočil na svoj podkast in popotniške oddaje s sproščenim produkcijskim urnikom. V svojo zadnjo oddajo je O'Brien vključil tudi izmišljeni lik Homerja Simpsona, ki je zaznamoval tri epizode, ki jih je O'Brien napisal za to serijo. V finalu serije sta se od oddaje poslovila tudi komika Will Ferrell in Jack Black.

### Conan O'Brien Needs a Friendin digitalni mediji (2018–danes)
Leta 2018 je O'Brienova produkcijska hiša Team Coco v sodelovanju z Earwolfom začela izdajati njegov tedenski podkast Conan O'Brien Needs a Friend (slovensko Conan O'Brien potrebuje prijatelja). Podkast je debitiral 18. novembra 2018, prvi gost pa je bil Will Ferrell. O'Brien je izjavil, da je naslov pogovorno šaljiv in da bi rad videl, ali bodo slavni gostje dejansko njegovi prijatelji. V vsaki epizodi se Conanu pridružijo gost, njegova pomočnica Sona Movsesian in producent oddaje Matt Gourley. Gostje podkasta so bili med drugim Barack in Michelle Obama, Stephen Colbert in Bob Newhart. Podkast je prejel dobre ocene in prišel na prvo mesto v iTunesu. Podkast je v času svojega delovanja prejel tudi številne nagrade. Več virov je navedlo, da je bil podkast prenesen od 180 do 250 milijonkrat.
Maja 2022 so podkast in celotno digitalno medijsko podjetje Team Coco za 150 milijonov dolarjev prodali družbi SiriusXM. Prodaja je vključevala vse druge podkaste skupine Team Coco, vključno s podkasti Inside Conan ter Parks and Recollection, ter razvoj komičnega kanala za radijsko storitev SiriusXM.

## Drugo delo

### Televizijski producent
O'Brien je bil izvršni producent in soscenarist pilotnega dela NBC-jeve pustolovsko-komične serije Andy Barker, P. I. iz leta 2007, v kateri je igral O'Brienov pomočnik Andy Richter. Po šestih epizodah in nizki gledanosti so oddajo ukinili, čeprav jo je Entertainment Weekly uvrstil med deset najboljših oddaj leta 2007. Kasneje je USA Network O'Brienovi produkcijski hiši podelil naročilo za 90-minutni pilotni film z medicinsko tematiko Operating Instructions; O'Brien je prek svoje družbe Conaco deloval kot izvršni producent. Januarja 2010 je NBC pri Conacu naročila dva pilotna filma, enourno sodno dramo Outlaw in polurno komedijo. Serija Outlaw je nastala v osmih epizodah, premiera pa je bila 15. septembra 2010.

### Glasovno delo
O'Brien je po začetku svoje kariere v poznih večernih urah prvič gostoval v epizodi »Bart Gets Famous« v peti sezoni Simpsonovih, ko je intervjuval Barta Simpsona, ki je zaslovel kot komik, ki se poslužuje krilatic. Leta 1999 je O'Brien nastopil v seriji Futurama v epizodi »Xmas Story« v drugi sezoni. O'Brien je igral sebe kot glavo v kozarcu, ki je še vedno živa v letu 3000. O'Brien je večkrat nastopil v seriji Robot piščanec za Adult Swim, vključno s posebnima oddajama Robot Chicken: Star Wars in Robot Chicken: Star Wars Episode II.
O'Brien je posnel tudi glas Roberta Todda Lincolna v zvočni knjigi Assassination Vacation avtorice Sarah Vowell, glas voditelja pogovorne oddaje Davea Endochrina v izvirnem animiranem DC filmu Batman: Vrnitev Viteza teme, 2. del iz leta 2013, glas lika Kuchikukana v epizodi »Operation: Lunacorn Apocalypse« Nickelodeonove serije Pingvini z Madagaskarja in glas Božička v epizodi The Backyardigans »The Action Elves Save Christmas Eve«.

### Gostovanje
V televizijski oddaji 30 Rock je O'Brien prikazan kot nekdanji fant glavne junakinje Liz Lemon, ki dela v isti stavbi. V epizodi »Tracy Does Conan« se Conan pojavi kot on sam, nerodno združen z Lemonovo in prisiljen s strani direktorja mreže Jacka Donaghyja, da v oddaji Late Night nastopi Tracy Jordan, čeprav je v prejšnjem nastopu napadel O'Briena. O'Brien se je pojavil tudi v ameriški različici serije Pisarna. V epizodi »Valentine's Day« Michael verjame, da je opazil nekdanjo članico zasedbe SNL, Tino Fey, vendar je v resnici z njo zamenjal drugo žensko. Medtem ima Conan hiter nastop in snemalna ekipa obvesti Michaela, ko se vrne s pogovora z dvojnico Tine Fey. Leta 2011 je v treh epizodah nastopil kot sam v spletni seriji Web Therapy (ob Lisi Kudrow). O'Brien je kot gost nastopil tudi v igri Death Stranding iz leta 2019, kjer z igralcem komunicira z glasovnimi replikami in obrazno mimiko, posnetimi med njegovim obiskom na sedežu podjetja Kojima Productions.

### Vodenje
O'Brien je vodil več nagradnih oddaj in posebnih televizijskih oddaj. O'Brien je leta 2002 vodil 54. primetime podelitev nagrad emmy ter 58. primetime podelitev nagrad Emmy leta 2006 ter požel navdušenje kritikov. O'Brien je leta 2014 vodil tudi podelitev filmskih nagrad MTV. Leta 2011 je O'Brien za sestrsko mrežo TBS, TNT, vodil posebno oddajo Christmas in Washington, v kateri so nastopile znane osebnosti in družina Obama.
Conan je bil dvakrat, leta 1995 in 2013, slavnostni voditelj večerje Združenja dopisnikov Bele hiše v Washingtonu. Leta 2016 je O'Brien vodil 5. letno prireditev NFL Honors v San Franciscu v Kaliforniji. Leta 2018 je na Severnem Irskem vodil tudi posebno srečanje ob zadnji sezoni serije Igra prestolov. Posebni film je bil objavljen na HBO Max leta 2021.

## Vplivi
O'Brien med svojimi komičnimi vplivi navaja David Letterman, Peter Sellers, Sid Caesar, Warner Bros. Cartoons, Johnny Carson, Ernie Kovacs, Bob Hope, in Woody Allen. Nasprotno, igralci in komiki, ki priznajo, da je na njih vplival O'Brien vključujejo Mindy Kaling, Peta Holmesa, Setha Meyersa, Nikki Glaser, Johna Krasinskija, Mosesa Storma, Sama Richardsona, Colina Josta, Kumaila Nanjianija, Rona Funchesa, Johna Mulaneyja, in Erica Andréja.
V oddaji Late Night je O'Brien postal znan po svojem aktivnem in spontanem slogu vodenja, ki so ga mediji in O'Brien sam označevali kot »samoponiževalnega«.

## Zasebno
O'Brien je Elizabeth Ann »Lizo« Powel spoznal leta 2000, ko je nastopila v oddaji Late Night with Conan O'Brien v oglaševalskem skeču, ki je vključeval podjetje Foote, Cone & Belding, kjer je delala kot višja tekstopiska. Pred poroko leta 2002 v Powelinem rojstnem mestu Seattle sta zmenkovala skoraj 18 mesecev. O'Brien in Powel imata hčerko Neve (rojena leta 2003) in sina Becketta (rojen leta 2005).
O'Brien pogosto potrjuje svojo irsko katoliško dediščino. Leta 2009 je v oddaji Inside the Actors Studio izjavil, da so se predniki z obeh strani njegove družine v petdesetih letih 19. stoletja iz Irske preselili v Ameriko in se nato poročili le z drugimi irskimi katoličani, zato je njegov rod 100-odstotno irsko-katoliški. Njegovo povsem homogeno poreklo je desetletje pozneje potrdil test DNK, ki ga je razkril v oddaji The Late Show with Stephen Colbert. O'Brien je opozoril, da je biti v celoti potomec samo ene etnične skupine izjemno redko in da je bil njegov zdravnik zaradi tega »šokiran«.
Od leta 1984, ko je prvič glasoval za predsednika Walterja Mondala, je registriran demokrat. V političnem spektru se ima za zmernega. O'Brien je s prijateljem in nekdanjim sošolcem s Harvarda, očetom Paulom B. O'Brienom, ustanovil organizacijo za boj proti lakoti Labels Are For Jars. Leta 2006 je pomagal odpreti tudi center za prehrano Cor Unum.
Od septembra 2006 je O'Briena zasledoval oče David Ajemian iz bostonske nadškofije, ki je kljub večkratnim opozorilom, naj preneha, O'Brienu pošiljal pisma s podpisom »vaš duhovnik zasledovalec«. Ajemian je pozneje O'Brienu grozil s smrtjo in poskušal nasilno vstopiti na snemanje oddaje Late Night, nato pa je bil aretiran. Ajemian je 8. aprila 2008 priznal krivdo za zalezovanje in bil pozneje laiziran.
Januarja 2008, ko je bila njegova oddaja zaradi stavke sindikata ameriških scenaristov za dva meseca prekinjena, se je na televiziji ponovno pojavil z brado, ki jo je gost Tom Brokaw opisal kot brado, zaradi katere je videti kot »vpoklicanec iz državljanske vojne.« Po odhodu iz oddaje The Tonight Show with Conan O'Brien leta 2010 si je O'Brien ponovno zasadil brado, ki jo je obdržal do maja 2011, ko jo je na snemanju oddaje Conan delno obril Will Ferrell (izven zaslona pa ga je popolnoma obril profesionalni frizer).
O'Brien je v Brentwoodu v Los Angelesu v Kaliforniji kupil 10,5 milijona dolarjev vreden dvorec, da bi se lahko leta 2009 tja preselil iz New Yorka in vodil oddajo The Tonight Show v Universal Studios Hollywood. V okviru dolgoletne šale je v Kalifornijo pripeljal svoj Ford Taurus SHO iz leta 1992 in ga predstavil v uvodnih epizodah oddaj The Tonight Show in Conan.
12. junija 2011 je O'Brien prejel častni doktorat družboslovne fakultete na Dartmouth Collegeu. Poleg častne diplome je imel tudi otvoritveni govor. 21. oktobra 2011 je bil O'Brien posvečen v duhovnika v samostanu Universal Life Church, kar mu je omogočilo, da je v New Yorku, takrat eni redkih zveznih držav v ZDA, kjer so bile homoseksualne poroke zakonite, izvedel istospolno poroko in posnel teden dni trajajočo oddajo. Poroka med članom O'Brienovega osebja in njegovim partnerjem je potekala na odru gledališča Beacon 3. novembra 2011 in je bila predvajana v oddaji Conan. Obred istospolne poroke je bil prvi, ki so ga predvajali na ameriški televiziji pozno zvečer.

## Filmografija

### Filmi
| Year | Film                                         | Role                   | Notes                   |
| ---- | -------------------------------------------- | ---------------------- | ----------------------- |
| 1998 | Tomorrow Night                               | On sam                 | Mini vloga              |
| 2001 | Čudežni pas                                  | On sam                 | Nepriznana mini vloga   |
| 2001 | Vanilla Sky                                  | On sam                 | Mini vloga              |
| 2001 | Pripovedovanje zgodb                         | On sam                 | Mini vloga              |
| 2002 | The Rutles 2: Can't Buy Me Lunch             | On sam                 | TV film                 |
| 2003 | End of the Century: The Story of the Ramones | On sam                 | Dokumentarec            |
| 2005 | Bewitched                                    | On sam                 | Mini vloga              |
| 2006 | Queer Duck: The Movie                        | On sam (glas)          |                         |
| 2006 | Pittsburgh                                   | On sam                 |                         |
| 2008 | Veliki Buck Howard                           | On sam                 | Mini vloga              |
| 2011 | Conan O'Brien Can't Stop                     | On sam                 | Dokumentarec            |
| 2013 | Batman: Vrnitev Viteza teme, 2. del          | David Endocrine (glas) |                         |
| 2013 | Mojstri iluzij                               | On sam                 | Mini vloga              |
| 2013 | Skrivnostno življenje Walterja Mittyja       | On sam                 | Mini vloga              |
| 2015 | Being Canadian                               | On sam                 | Dokumentarec            |
| 2017 | LEGO Batman Film                             | Ugankar (glas)         |                         |
| 2017 | Sandy Wexler                                 | On sam                 |                         |
| 2017 | Movie Sound Effects: How Do They Do That?    | Ugankar (glas)         | Kratki film             |
| 2019 | Dads                                         | On sam                 | Dokumentarec            |
| 2021 | The Mitchells vs. the Machines               | Glaxxon 5000 (glas)    |                         |
| 2022 | Norm Macdonald: Nothing Special              | On sam                 | Posebna stand-up oddaja |

### Televizija
| Leto       | Serija                                   | Vloga               | Opombe |
| ---------- | ---------------------------------------- | ------------------- | --- |
| 1983–1987  | Not Necessarily the News                 | none                | 13 epizod; pisec                                                                                                 |
| 1987–1988  | The Wilton North Report                  | none                | 13 epizod; pisec                                                                                                 |
| 1988–1991  | Saturday Night Live                      | none                | 72 epizod; pisec Nastopil je tudi v 21 epizodah kot različni liki                                                |
| 1991       | Lookwell                                 | none                | Pilot; ustvarjalec in pisec                                                                                      |
| 1991–1994  | Simpsonovi                               | none                | Pisec (4 epizode) in producent (52 epizod) Nastopil tudi v epizodi: »Bart Gets Famous« kjer je igral samega sebe |
| 1993–2009  | Late Night with Conan O'Brien            | On sam (voditelj)   | 2.277 epizod; tudi pisec in producent                                                                            |
| 1995       | Mr. Show with Bob and David              | On sam              | Epizoda: "The Cry of a Hungry Baby"                                                                              |
| 1996       | The Single Guy                           | Cameron Duncan      | Epizoda: "Rival"                                                                                                 |
| 1996       | Arli$$                                   | On sam              | Epizoda: "Colors of the Rainbow"                                                                                 |
| 1996       | Favorite Deadly Sins                     | On sam              | Televizijski film                                                                                                |
| 1997, 2002 | Dr. Katz, Professional Therapist         | On sam (glas)       | 2 epizodi |
| 1998       | Veronica's Closet                        | On sam              | Epizoda: "Veronica's Night Alone"                                                                                |
| 1998       | Spin City                                | On sam              | Epizoda: "Dead Dog Talking"                                                                                      |
| 1999       | LateLine                                 | On sam              | Epizoda: "Pearce on Conan"                                                                                       |
| 1999       | Space Ghost Coast to Coast               | On sam              | Epizoda: "Fire Ant"                                                                                              |
| 1999       | Futurama                                 | On sam (glas)       | Epizoda: "Xmas Story"                                                                                            |
| 2000       | DAG                                      | On sam              | Epizoda: "Pilot"                                                                                                 |
| 2001       | Saturday Night Live                      | On sam (voditelj)   | Epizoda: "Conan O'Brien/Don Henley"                                                                              |
| 2002       | 54th Primetime Emmy Awards               | On sam (voditelj)   | Posebna televizijska oddaja                                                                                      |
| 2003       | Andy Richter Controls the Universe       | Freddy Pickering    | Epizoda: "Crazy in Rio"                                                                                          |
| 2005–2008  | Robot piščanec                           | Več glasov          | 4 epizode |
| 2006       | O'Grady                                  | Chip (glas)         | Epizoda: "Frenched"                                                                                              |
| 2006       | Pisarna                                  | On sam              | Epizoda: "Valentine's Day"                                                                                       |
| 2006       | 58th Primetime Emmy Awards               | On sam (voditelj)   | Posebna televizijska oddaja                                                                                      |
| 2006, 2013 | 30 Rock                                  | On sam              | 2 epizodi |
| 2007       | Andy Barker, P.I.                        | none                | Ustvarjalec, pisec in izvršni producent                                                                          |
| 2009–2010  | The Tonight Show with Conan O'Brien      | On sam (voditelj)   | 145 epizod; tudi izvršni producent in pisec                                                                      |
| 2009       | The Backyardigans                        | Božiček (glas)      | Epizoda: "The Action Elves Save Christmas Eve"                                                                   |
| 2010       | Outlaw                                   | none                | Izvršni producent                                                                                                |
| 2010–2021  | Conan                                    | On sam (voditelj)   | Tudi ustvarjalec, pisec in izvršni producent                                                                     |
| 2011–2014  | Eagleheart                               | none                | Izvršni producent Nastopil tudi v epizodi: "Honor Thy Marshal" kjer je igral samega sebe                         |
| 2012       | Web Therapy                              | On sam              | 3 epizode |
| 2012       | Kako sem spoznal vajino mamo             | Bar Patron          | Ni napisan kot avtor Epizoda: "No Pressure"                                                                      |
| 2013       | Newsreaders                              | On sam              | Epizoda: "Jr. Newsreaders"                                                                                       |
| 2013       | Deon Cole's Black Box                    | none                | Izvršni producent Nastopil tudi v epizodi: "Deon Tries to Reach Out to White People" kjer je igral samega sebe   |
| 2013       | Neoporečna preteklost                    | On sam              | Televizijski film                                                                                                |
| 2013       | Večerja združenja dopisnikov Bele hiše   | On sam (glas)       | Posebna televizijska oddaja                                                                                      |
| 2013       | Odbita rodbina                           | On sam              | Epizoda: "The B. Team"                                                                                           |
| 2013       | Nashville                                | On sam              | Epizoda: "Never No More"                                                                                         |
| 2013       | V Philadelphii je zmeraj sončno          | On sam (glas)       | Epizoda: "The Gang Broke Dee"                                                                                    |
| 2013       | Real Husbands of Hollywood               | On sam              | Epizoda: "Rock, Paper, Stealers"                                                                                 |
| 2013       | Brody Stevens: Enjoy It!                 | On sam              | Epizoda: "Conan!"                                                                                                |
| 2013–2014  | Super Fun Night                          | none                | Izvršni producent                                                                                                |
| 2013–2014  | The Pete Holmes Show                     | none                | Izvršni producent                                                                                                |
| 2013       | Družinski človek                         | On sam (glas)       | Epizoda: "Into Harmony's Way"                                                                                    |
| 2014       | 2014 MTV Movie Awards                    | On sam (voditelj)   | Posebna televizijska oddaja                                                                                      |
| 2014       | Maron                                    | On sam              | Epizoda: "The Joke"                                                                                              |
| 2014       | Video Game High School                   | Newsanchor          | Epizoda: "OMGWTFPS!?"                                                                                            |
| 2014       | Vrnitev                                  | On sam              | Ni napisan kot avtor Epizoda: "Valerie Gets What She Wants"                                                      |
| 2014       | Sharktopus vs. Pteracuda                 | On sam              | Televizijski film                                                                                                |
| 2015       | The Jack and Triumph Show                | none                | Izvšni producent                                                                                                 |
| 2015       | Ground Floor                             | On sam              | Epizoda: "The Mansfield Who Came to Dinner"                                                                      |
| 2015       | Stranger's Soul (Ուրիշի հոգին)           | Šef mafije          | 2 epizodi |
| 2015       | Clipped                                  | Red-Head kupec      | Epizoda: "Dreamers"                                                                                              |
| 2015       | ArmComedy                                | On sam              | 1 epizoda |
| 2015       | Pingvini z Madagaskarja                  | Kuchikukan (glas)   | Epizoda: "Operation: Lunacorn Apocalypse"                                                                        |
| 2016       | One More Happy Ending (한번 더 해피엔딩) | On sam              | 1 epizoda |
| 2016–2017  | People of Earth                          | none                | Izvršni producent                                                                                                |
| 2016       | Dobri časi, slabi časi                   | Johnny J. Smith     | 1 epizoda |
| 2017       | Mi adorable maldición                    | Joseph Robinson     | Epizoda: "La fiesta de Apolonia"                                                                                 |
| 2018–2021  | Final Space                              | Clarence (glas)     | Tudi izvršni producent                                                                                           |
| 2018       | Un Posto al Sole                         | Mož za računalnikom | 1 epizoda |
| 2018       | Težave g. Picklesa                       | On sam              | Epizoda: "Green Means Go"                                                                                        |
| 2019       | Silicijeva dolina                        | On sam              | Epizoda: "Exit Event"                                                                                            |
| 2022       | Murderville                              | On sam              | Epizoda: "The Magician's Assistant"                                                                              |
| 2022       | Saturday Night Live                      | On sam              | Epizoda: "John Mulaney/LCD Soundsystem"                                                                          |

### Videoigre
| Year | Video game                   | Glasvona vloga   |
| ---- | ---------------------------- | ---------------- |
| 2012 | Halo 4                       | Vojak # 1        |
| 2014 | Lego Batman 3: Beyond Gotham | On sam           |
| 2019 | Death Stranding              | The Wandering MC |

### Glasbeni videospoti
| Leto | Naslov             | Umetnik                                                        |
| ---- | ------------------ | -------------------------------------------------------------- |
| 2005 | "The Denial Twist" | The White Stripes                                              |
| 2016 | "Fire"             | Park Jin-young (feat. Conan O'Brien, Steven Yeun & Jimin Park) |
| 2019 | "For Love"         | Kuami Eugene (feat. Conan O'Brien)                             |